# Adrift (Lost)

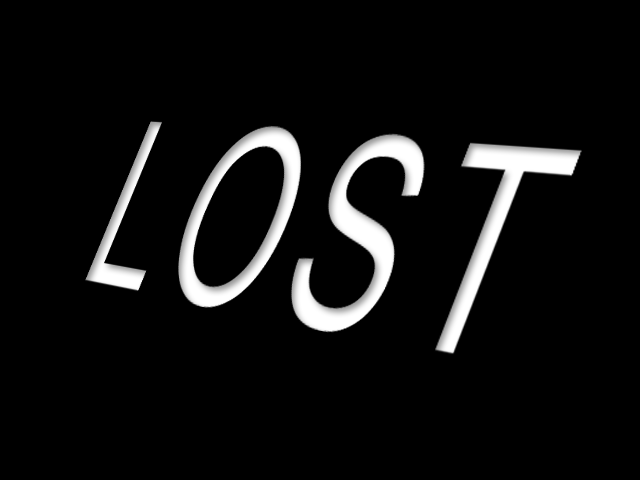
LOST una de las series más populares en la década del 2000

A la deriva (título original: Adrift) es el capítulo número dos de la segunda temporada de Lost. Michael y Sawyer (quienes están lesionados) tratan de sobrevivir al peligro del océano, mientras no pueden encontrar a Jin y Walt en ningún lado. El misterio de la escotilla se resuelve. FLASHBACK de Michael Dawson.

## Trama

### Flashbacks
Michael Dawson lucha con su exnovia Susan Lloyd (Tamara Taylor), quien le ha pedido a Michael que ceda los derechos paternos de su hijo, Walt, para que ella y Brian puedan tenerlo como suyo. Inicialmente Michael se resiste, va a un abogado y demanda para mantener su custodia. Aún afectado por el accidente sufrido anteriormente (Especial) y, sin trabajo, Michael se da cuenta de que no tiene los recursos para pelear legalmente por la custodia de Walt, de acuerdo a lo que dice su abogado. Finalmente cede cuando Susan lo persuade a dudar de sus propias motivaciones y si está persiguiendo sus propios deseos o los mejores intereses para Walt. 
Después, Susan lleva a Walt a un parque a encontrarse con Michael. Él le da un regalo a su hijo y una carta, le dice que lo ama y que siempre lo hará. Con lágrimas en sus ojos, Michael se despide de Walt y le pide a Susan que le hable de él alguna vez.

### En la isla
De vuelta en el campamento, después de que Kate Austen desaparece en la escotilla, John Locke también desciende y la encuentra inconsciente en la sala de computadoras. Un Desmond armado camina detrás de ellos y le pregunta a Locke si es "él". Al principio, Locke afirma ser la persona que busca Desmond, pero no responde correctamente a un acertijo que plantea (¿Qué le dijo un hombre de nieve a otro?). Este error hace que Desmond los reúna y le ordena a Kate que ate a Locke. Sin embargo, Locke convence a Desmond de que Kate esté atada en su lugar. Desmond está de acuerdo y Locke le desliza un cuchillo antes de encerrarla en una habitación oscura. Kate se libera y descubre que está en una gran despensa llena de alimentos, todos en cajas con una extraña marca. Kate luego se sube a un conducto de ventilación. Empieza a sonar una alarma. Desmond lleva a Locke a punta de pistola hasta la terminal de la computadora y lo obliga a ingresar "los números" en la computadora, que reinicia un temporizador de 108 minutos. Poco después, Desmond detecta a Jack Shephard, y luego de canalizarlo a la sala de computadoras, obliga a Locke a saludar a Jack como se vio en el episodio anterior.
Después de que la balsa fue atacada y destruida por los Otros, Sawyer sale a la superficie en el océano. Se escucha a Michael gritar por Walt repetidamente, y Sawyer grita por Jin. Sawyer decide rescatar a Michael y nada hacia él, arrastrándolo sobre un pedazo de naufragio y realizando RCP. Luego, ambos tratan de sobrevivir en el mar gracias a los restos de la balsa. Las fricciones entre ambos no tardan en surgir, culpándose mutuamente por su mala suerte, aunque finalmente el instinto de supervivencia les obliga a permanecer unidos para mantenerse vivos.
A pesar de la herida de bala de Sawyer y del acecho de un tiburón que tenía la marca de DHARMA, Michael mata al tiburón con la pistola de Sawyer, ambos sobreviven la primera noche, pensando en los destinos de Jin y Walt. Al amanecer, Michael llora al darse cuenta de que no debería haber traído a Walt con él en la balsa, y se culpa a sí mismo por el secuestro de su hijo. Le dice a Sawyer que irá a buscar a su hijo. Las corrientes los devuelven a la isla, exhaustos, pero los peligros aún no han terminado para ellos, tal y como les informa un aterrorizado Jin.

## Otros Capítulos
- Capítulo Anterior: Hombre de Ciencia, Hombre de fe
- Capítulo Siguiente: Orientación